# Lakušník
Lakušník (Batrachium) je rod rostlin z čeledi pryskyřníkovité (Ranunculaceae). Mnohými autory však není tento rod uznáván a zástupce pak řadí do rodu pryskyřník (Ranunculus) v širším pojetí.

## Popis
Jedná se o jednoleté až vytrvalé vodní byliny, které mohou po vyschnutí růst i na bahnitých substrátech. Stonek je větvený či nikoliv, do 20 cm na souši, ve vodě i několik metrů dlouhý. Listy jsou střídavé, často se zde vyskytuje heterofylie, tedy mohou se vyskytovat lupenité listy plovoucí na hladině s dlanitolaločnou až dlanitosečnou čepelí. Zato ponořené listy jsou zcela jiné, niťovité, několikrát dlanitosečné s niťovitými až čárkovitými úkrojky. U některých druhů jsou vyvinuty jen ponořené niťovité listy, zatímco ty lupenité plovoucí na hladině chybí, jiné druhy mají oba typy listů. Na bázi listů jsou palisty, které jsou často srostlé s řapíkem.
Květy jsou jednotlivé, oboupohlavné a pravidelné s víceméně kuželovitým květním lůžkem, vykvétají nad hladinou a jsou opylovány hmyzem (entomogamie). Kališních lístků je 5 (zřídka 4), jsou zelené. Korunních je většinou také pět, řidčeji čtyři nebo naopak více, jsou bílé, na bázi často se žlutou skvrnou, vzácně celé žluté. Tyčinek je asi 5–40, pestíků asi 15–100. Plodem je nažka, na vrcholu zakončená krátkým zobánkem, nažky jsou uspořádány na květním lůžku do souplodí. Plody se šíří vodou (hydrochorie).

## Rozšíření
Je známo asi 20 druhů, které jsou rozšířeny v Evropě, Asii, v jižní Africe, v severovýchodní Austrálii a v Severní i Jižní Americe. V České republice je v současnosti rozlišováno 8 druhů.

## Seznam druhů
- Batrachium aquatile - lakušník vodní
- Batrachium baudotii - lakušník Baudotův
- Batrachium bungei
- Batrachium circinatum - lakušník okrouhlý
- Batrachium divaricatum
- Batrachium eradicatum
- Batrachium foeniculaceum
- Batrachium fluitans - lakušník vzplývavý
- Batrachium hederaceum
- Batrachium kauffmanii
- Batrachium ololeucon
- Batrachium pekinense
- Batrachium peltatum - lakušník štítnatý
- Batrachium penicillatum - lakušník štětičkový
- Batrachium rionii - lakušník Rionův
- Batrachium trichophyllum - lakušník niťolistý
- Batrachium tripartitum
- a další